# Бушати, Джемаль
Джемаль Бушати (алб. Xhemal Bushati; 1880, Шкодер, Вилайет Шкодер, Османская империя — 1 августа 1941, там же) — албанский политический деятель начала XX века.

## Биография
Джемаль Шакир Бушати появился на свет в Шкодере в роду Бушати, который управлял Шкодерским вилайетом во времена Османской империи. Джемаль участвовал в двух войнах против черногорцев в Шкодере — в 1912—1913 (Первая Балканская война) и в 1920 году.
Впервые Бушати проявил себя как политик в 1913—1914 годах, когда выступил в качестве оппонента организации «Сеяди Милет», протурецкого движения против независимости Албании, имевшего влияние в Шкодре в то время. Он также был противником Эссада-паши и его просербского курса. 26 июля 1916 года район Шкодера без всякого предупреждения был атакован со стороны границы с Черногорией. Бушати присоединился к силам гражданского сопротивления, действовавшим в районе Враки.
В 1919 году Бушати участвовал в албанской собрании, проходившем в Бушате, в качестве представителя Шкодера. Там он совместно с другими представителями албанских властей, духовенства и народа участвовал в подготовке меморандума, который был направлен на Парижскую мирную конференцию. Авторы этого документа выступали против дальнейшего раздела албанских территорий.
Бушати участвовал в конгрессе в Люшне. 13 февраля 1920 года, через два дня после того, как в Тиране, новой столице Албании, были официально сформированы новые институты власти, члены нового парламента Джемаль Бушати, Хиле Моси, Ндоц Чоба и Сабри Бушати представили в нём декларацию от имени населения Шкодера, в которой безоговорочно одобрялись все решения, принятые на конгрессе в Люшне. По итогам выборов 1921 года Бушати был избран депутатом албанского парламента от своего родного города. Он вместе с Луидем Гуракучи были в 1921—1924 годах двумя главными лидерами албанской парламентской оппозиции от Шкодерского округа. Из 13 его представителей 12 относились к оппозиции. В марте 1923 года Бушати активно протестовал в парламенте против притеснений и преследований участников восстания в Корче.
Поддержав Июньской революции, Бушати вошёл в правительство Фана Ноли в качестве министра без портфеля, представляя умеренно-консервативную часть албанских политиков вместе с Сулейманом Дельвиной и Реджепом Шалей. После возвращения Ахмета Зогу к власти он покинул страну и сначала находился в итальянском Бари. После убийства Луидя Гуракучи, с которым он продолжал поддерживать связь, Бушати уехал в Париж, а через несколько месяцев в Вену, впоследствии перебравшись в Сараево. Бушати был одним из ведущих членов основанной в 1925 году в Вене антизогистской организации «Национальный союз» (алб. Xhemal Bushati), куда также входили Сотир Пеци, Сейфи Вламаси, Ангелин Сума и Али Клиссура. Члены этой организации получали финансовую поддержку от Югославии.
В период итальянской оккупации Албании Бушати вернулся на родину, но не занял никакого места во власти. Он неожиданно умер в августе 1941 года.
В коммунистическую эпоху его имя было вычеркнуто из истории. В 1993 году президент Албании Сали Бериша посмертно присвоил ему награду «Факел демократии» (алб. Pishtar i Demokracisë).